# Prośno
Prośno (niem. Pörschken) – wieś w Polsce położona w województwie warmińsko-mazurskim, w powiecie ostródzkim, w gminie Morąg.
W latach 1975–1998 miejscowość administracyjnie należała do województwa olsztyńskiego.
Wieś położona wśród lasów, nad jeziorem Pieszkowo.
Na zachód od miejscowości położone jest jezioro Gardz, w roku 1973 było już częściowo osuszone. Na południe od miejscowości znajduje się silnie zarośnięte jezioro Gardzek oraz jeziora Chomik i Golub (w Lasach Taborskich).
Wieś wzmiankowana w dokumentach z roku 1722 pod nazwą Perske Teerofen, jako wieś szkatułowa na trzech włókach. W roku 1782 we wsi odnotowano 10 domów (dymów), natomiast w 1858 w 18 gospodarstwach domowych było 128 mieszkańców. W latach 1937–1939 było 106 mieszkańców. W roku 1973 wieś należała do powiatu morąskiego, gmina Morąg, poczta Słonecznik.